# Sergi Oliva
Sergi Oliva (Gelida, 1984) és, des de 2024, l'entrenador principal dels Rip City Remix, equip associat dels Portland Trail Blazers a la G-League.
Abans d'això, va ser vicepresident d'estratègia dels Philadelphia 76ers, entrenador assistent dels Utah Jazz i assitent del general manager dels Portland Trail Blazers.
Llicenciat en informàtica per la Universitat Politècnica de Catalunya, es va doctorar en teoria de la complexitat. La seva formació basquetbolística es va desenvolupar en les categories formatives del C.E. Gelida i en el primer equip del C.B. Hortonenc, des del qual va ser contractat, l'any 2014, com a analista tàctic i estratègic de l'equip dels Philadelphia 76ers, franquícia en la qual va anar ascendint fins a esdevenir vicepresident d'estratègia.
L'any 2022 va ser un dels protagonistes de la llista de 40 de menys de 40 de l'NBA organitzada per The Athletic.